# Pristobrycon striolatus
Pristobrycon striolatus är en fiskart som först beskrevs av Steindachner, 1908.  Pristobrycon striolatus ingår i släktet Pristobrycon och familjen Characidae. Inga underarter finns listade i Catalogue of Life.